# Нива (Нижегородская область)
Ни́ва — посёлок в Лысковском районе Нижегородской области. Административный центр Кисловского сельсовета. Основан в 1962 году.

## География
Посёлок расположен на правом берегу реки Волга, в 1,5 км от берега реки Китмар, на автодороге М7 «Волга», на расстоянии 15 км к югу-западу от города Лысково, административного центра района, и 71 км к югу-востоку от города Нижний Новгород, административного центра области.

### Часовой пояс
Посёлок Нива, как и вся Нижегородская область, находится в часовой зоне МСК (московское время). Смещение применяемого времени относительно UTC составляет +3:00.

## Население
| 2002 | 2010  |
| ---- | ----- |
| 1382 | ↘1284 |

## Улицы
| - ул. Ветеранов, - ул. Молодёжная, - ул. Победы, | - ул. Садовая, - ул. Солдатова, - ул. Тугарская. |

## Инфраструктура
В посёлке действуют школа и детский сад, отделения Почты России, Сбербанка, медпункт, дом культуры, магазины.